# Bargusingebirge
Das Bargusingebirge (russisch Баргузинский хребет/Bargusinski chrebet) ist ein bis 2840 m hoch aufragendes Hochgebirge in Burjatien, Russland (Asien).
Das in Nord-Süd-Richtung rund 280 Kilometer lange Gebirge erstreckt sich östlich des Baikalsees. Im Westen grenzt es an den See und im Osten an die Bargusin-Senke, durch welche der namensgebende Fluss Bargusin fließt. Im Nordosten geht das Bargusingebirge allmählich in das Stanowoihochland über. 
Das Gebirge, in dessen Westteil sich ein Großteil des Bargusin-Naturreservats befindet, ist hauptsächlich von Taiga bedeckt.

## Galerie

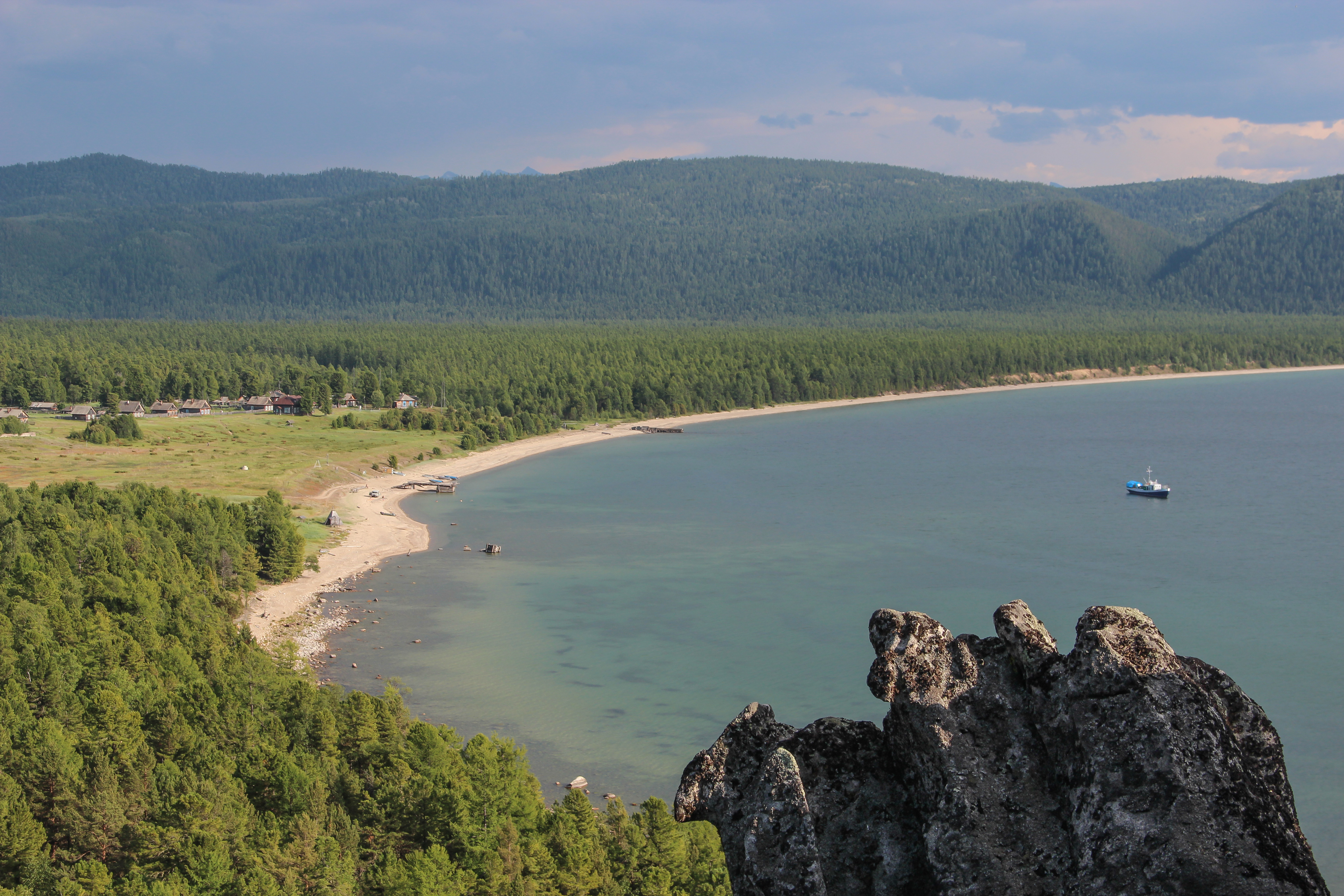
Dawscha, Dorf am Baikalsee
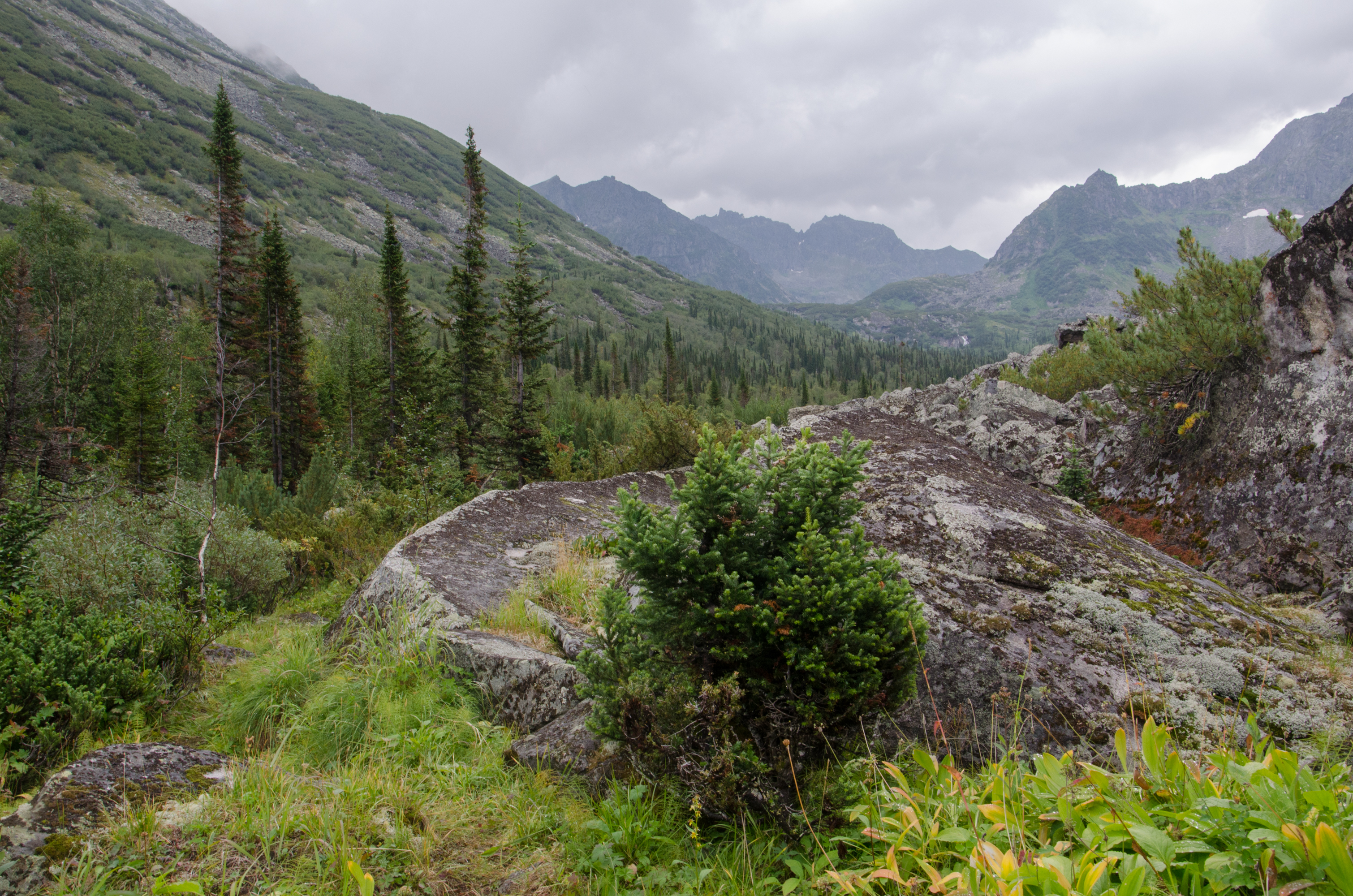
Berghänge
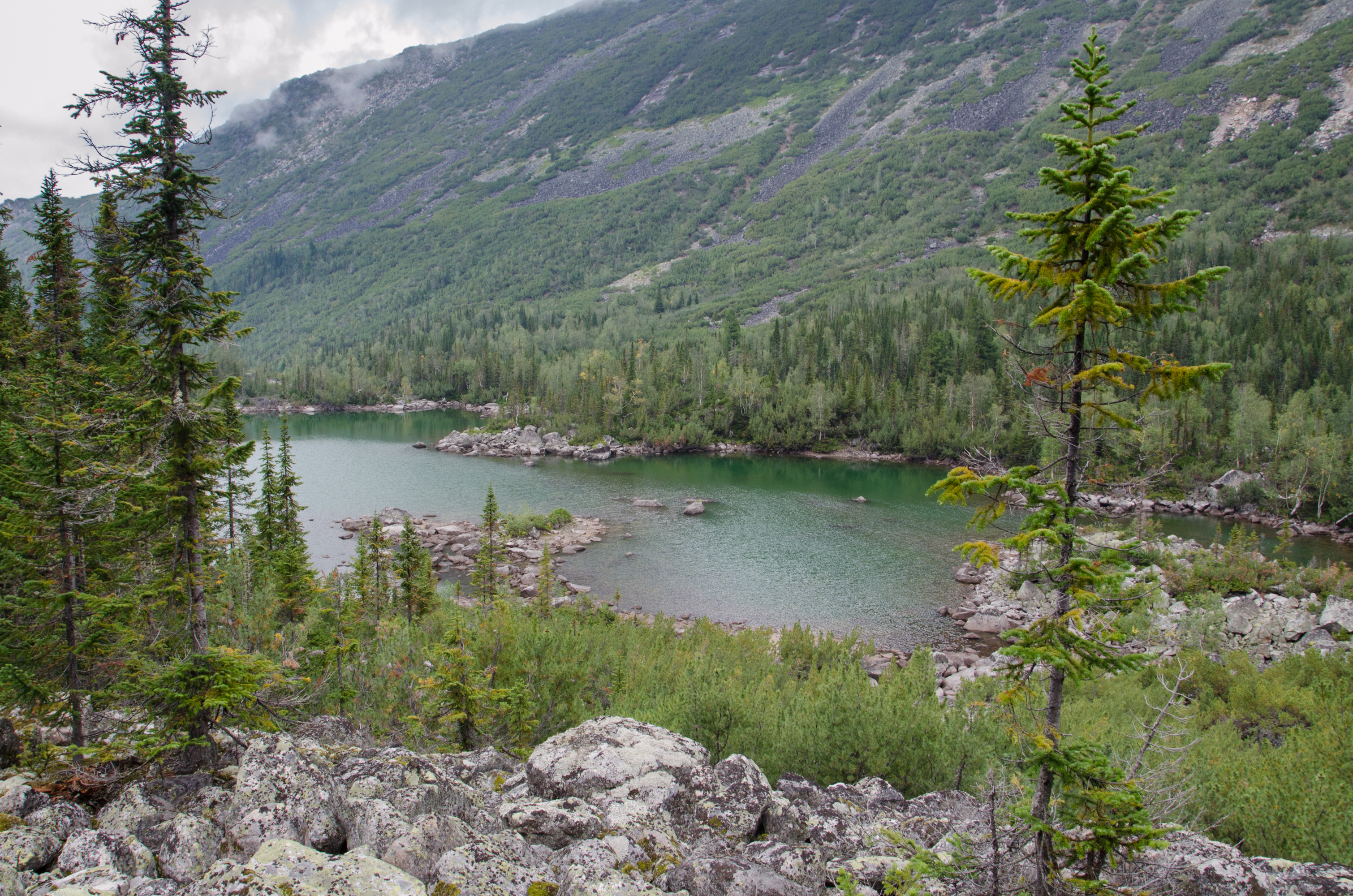
Die Dawscha, Nebenfluss der Angara